# Aranjuez
Aranjuez (spanskt uttal: [aɾaŋˈxweθ]
 ( lyssna)) är en stad och kommun i den autonoma regionen Madrid i centrala Spanien. Staden ligger vid floden Tajo, cirka 43,5 kilometer söder om centrala Madrid. Kommunen har 62 292 invånare (2024), på en yta av 201,11 km².
Aranjuez är ett av den spanska kronans kungliga slott och ingår i den nationella kulturskatten Patrimonio Nacional, sedan Filip II av Spanien utnämnde den till detta 1560. Dessutom har Aranjuez stadsprivilegier sedan 1899. Orten kallas därför Real Sitio y Villa de Aranjuez ("Det kungliga slottet och staden Aranjuez").
Slottet är från 1500-talet och byggdes som sommarpalats och jaktslott av Filip II. Staden är också känd för sina odlingar av jordgubbar och sparris, för att ha inspirerat kompositören Joaquín Rodrigo till hans Aranjuezkonsert, och även känd som platsen för Aranjuezrevolten, vilken ägde rum på denna plats 1808 och slutade med kungens Karl IV abdikation till förmån för sin son Ferdinand VII.
Stadens kulturlandskap blev 2001 uppsatt på Unescos världsarvslista.

## Vänorter
Kommunen har följande vänorter:
- Le Pecq, Frankrike (1978)
- Écija, Spanien (1989)
- Talavera de la Reyna, Peru (2005)
- Luohe, Kina (2005)
- Sagunt, Spanien (2019)